# Златомир Загорчич
Златомир Загорчич (серб. Zlatomir Zagorčić/Златомир Загорчић, болг. Златомир Загорчич; нар. 15 червня 1971, Новий Сад) — болгарський футболіст сербського походження, що грав на позиції захисника. По завершенні ігрової кар'єри — тренер.
Виступав, зокрема, за клуб «Новий Сад», а також національну збірну Болгарії.
Дворазовий чемпіон Болгарії.

## Клубна кар'єра
У дорослому футболі дебютував 1990 року виступами за команду «Новий Сад», в якій провів сім сезонів, взявши участь у 128 матчах чемпіонату. 
Згодом з 1997 по 2005 рік грав у складі команд «Літекс», «Аданаспор», «Лугано» та «Літекс».
Завершив ігрову кар'єру у команді «Новий Сад», у складі якої вже виступав раніше. Повернувся до неї 2005 року, захищав її кольори до припинення виступів на професійному рівні у 2005.

## Виступи за збірну
У 1998 році дебютував в офіційних матчах у складі національної збірної Болгарії.
У складі збірної був учасником чемпіонату Європи 2004 року у Португалії.
Загалом протягом кар'єри в національній команді, яка тривала 7 років, провів у її формі 23 матчі.

## Кар'єра тренера
Розпочав тренерську кар'єру, повернувшись до футболу після невеликої перерви, 2012 року, очоливши тренерський штаб клубу «Воєводина».
У 2015 році став головним тренером команди «Воєводина», тренував команду з Нового Сада один рік.
Протягом тренерської кар'єри також очолював команди «Літекс» та «Доні Срем».
Наразі останнім місцем тренерської роботи був клуб «Славія» (Софія), головним тренером команди якого Златомир Загорчич був з 2017 по 2020 рік.

## Титули і досягнення
- Чемпіон Болгарії (2):

«Літекс»: 1997-1998, 1998-1999